# Deltochilum carinatum
Deltochilum carinatum là một loài bọ cánh cứng trong họ Bọ hung (Scarabaeidae).